# Y Fflam
Y Fflam (en español: la llama) fue una revista literaria en galés publicada entre 1946 y 1952, que dio una plataforma para escritores jóvenes galeses. Incluyó poesía, ilustraciones, relatos cortos de ficción y críticas. Su punto de vista político fue nacionalismo muy radical.
Fue dirigido por Euros Bowen y los que contribuyeron incluyeron D. Tecwyn Lloyd, Gareth Alban Davies, Bobi Jones y R. S. Thomas.
Actualmente se está digitalizando por el proyecto "Revistas galeses en línea" en la Biblioteca Nacional de Gales.